# Березуватка
Березува́тка — село в Україні, в Устинівській селищній громаді Кропивницького району Кіровоградської області. Колишня назва — Ізраїлівка.
Населення становить 441 особа.

## Історія
За переписом 1897 р. в Ізраїлівці було 1490 жителів, із яких 1387 євреїв.

## Населення
Згідно з переписом УРСР 1989 року чисельність наявного населення села становила 444 особи, з яких 204 чоловіки та 240 жінок.
За переписом населення України 2001 року в селі мешкало 439 осіб.

### Мова
Розподіл населення за рідною мовою за даними перепису 2001 року:
| Мова       | Відсоток |
| ---------- | -------- |
| українська | 91,61 %  |
| російська  | 5,67 %   |
| білоруська | 2,49 %   |
| молдовська | 0,23 %   |

## Відомі люди
ПЕМПЕЛЬ АВГУСТ ПЕТРОВИЧ, 1883 р.н.,
с. Ізраїлівка (нині Березуватка), німець, письменний, проживав у колонії Шпрінгфельд Устинівського району, коваль колгоспу «Дер нойє Вег». Заарештований 15.07.1938 Устинівським РВ НКВС («член секти баптистів із 1913 року — в селі вона існувала до 1931-го; вів контрреволюційну пропаганду проти радвлади»). Управлінням НКВС Кіровоградської області 28.06.1939 справу припинено, з-під варти звільнений. Брат Петро у 1919 році служив у денікінській армії, де захворів і помер; зять Микола Ентенеєр репресований; зять Іван Генріхсон репресований.
МІХЕЛЬСОН ЙОГАН АНДРІЙОВИЧ, 1887 р.н.,
с .Ізраїлівка (нова назва с .Березуватка), німець, освіта початкова, проживав у колонії Шпрінгфельд Устинівського району, тесля колгоспу «Дер нойє Вег». Заарештований 5.10.1937 Устинівським РВ НКВС («член секти баптистів; учасник контрреволюційної фашистської організації, зв'язок з німецьким консульством» — див. ФрідріхГібнер). Засуджений 30.12.1937 трійкою УНКВС Миколаївської області до розстрілу, вирок виконано 14.02.1938. Реабілітований 6.08.1966 Кіровоградським облсудом. Репресовані два брати — Яків і Фрідріх.
МІХЕЛЬСОН ФРІДРІХ ГЕНРІХОВИЧ (АНДРІЙОВИЧ), 1884 р.н.,
с. Ізраїлівка (нова назва Березуватка), німець, освіта 3 класи, проживав у колонії Шпрінгфельд Устинівського району, член колгоспу «Дер нойє Вег». Заарештований 5.10.1937 Устинівським РВ НКВС («учасник контрреволюційної фашистської організації, зв'язок з німецьким консульством» — див. Фрідріх Гібнер). Засуджений 30.12.1937 трійкою УНКВС Миколаївської області до розстрілу, вирок виконано 14.02.1938. Реабілітований 6.08.1966 Кіровоградським облсудом.
МІХЕЛЬСОН ЯКІВ АНДРІЙОВИЧ, 1892 р.н.,
с. Ізраїлівка (нова назва Березуватка), німець, освіта 3 класи, проживав у колонії Шпрінгфельд Устинівського району, член колгоспу «ДернойєВег». Заарештований 5.10.1937 Устинівським РВ НКВС («у 1919 році служив у білій армії; член секти баптистів; учасник контрреволюційної фашистської організації, зв'язок з німецьким консульством» — див. Фрідріх Гібнер). Засуджений 30.12.1937 трійкою УНКВС Миколаївської області до розстрілу, вирок виконано 14.02.1938. Реабілітований 6.08.1966 Кіровоградським облсудом.